# 四国阿波八供養菩薩霊場

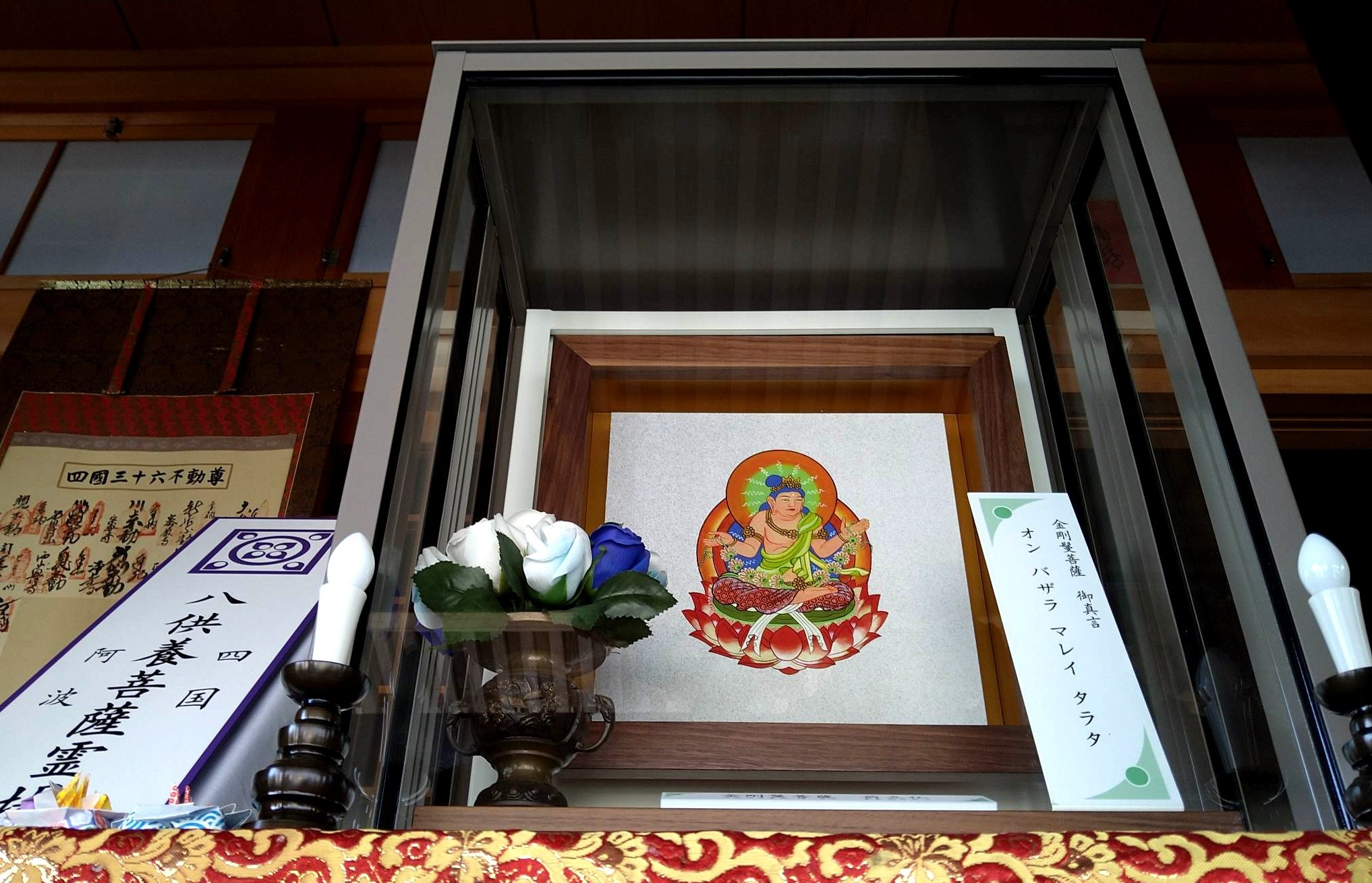
霊場シンボル

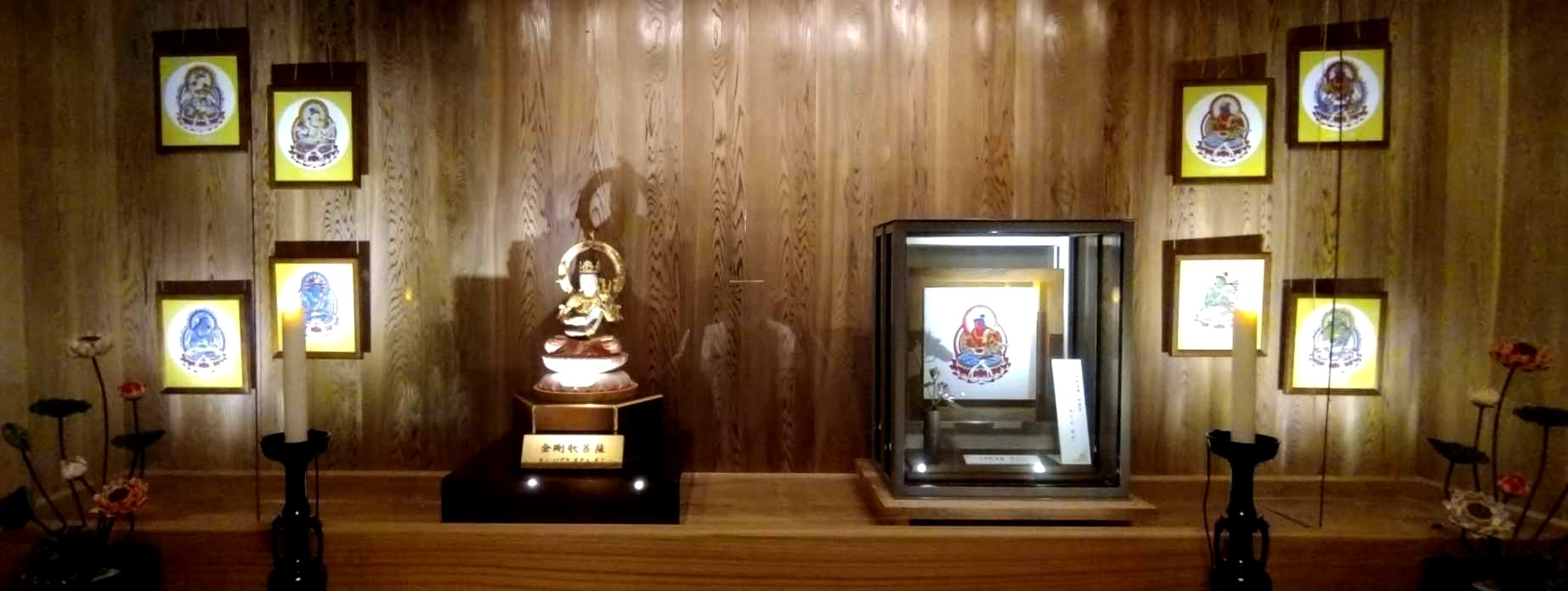
四国阿波八供養菩薩霊場

四国阿波八供養菩薩霊場（しこくあわはちくようぼさつれいじょう）は、徳島県三好市と東みよし町の真言宗寺院8か寺により、2023年（令和5年）1月8日に開創された霊場である。 

## 概要
八供養菩薩は、マンダラの仏様の世界を供養し、彩りや安らぎを与える仏とされる。「世の中に癒しや安らぎをもたらす」という誓願のもとに霊場が発足した。
四国地区の札所寺や地域の檀家寺などさまざまであるが、いずれも歴史のある8寺院で構成されている。     

## 霊場寺院
- 長樂寺　三好市井川町中岡（北緯34度1分48.4秒 東経133度51分44.389秒）霊場本尊：金剛嬉菩薩（こんごうきぼさつ）- 全身で喜びを表し　世界に安楽を与える仏
- 不動院　三好市井川町西井川（北緯34度1分55.3秒 東経133度50分32.7秒）　霊場本尊：金剛鬘菩薩（こんごうまんぼさつ）- 華鬘（花飾り）で荘厳し　世界を彩る仏
- 箸蔵寺　三好市池田町州津（北緯34度2分52.16秒 東経133度50分27.46秒）　霊場本尊：金剛歌菩薩（こんごうかぼさつ）- 箜篌（くご＝楽器）を持ち、歌でマンダラの世界を彩る仏
- 願成寺　三好郡東みよし町昼間（北緯34度2分33.9秒 東経133度51分34.1秒）　霊場本尊：金剛舞菩薩（こんごうぶぼさつ）- 舞踏をもって喜びを表し　マンダラの世界を讃える仏
- 地福寺　三好市井川町井内（北緯33度59分28.2秒 東経133度52分47.4秒）　霊場本尊：金剛香菩薩（こんごうこうぼさつ）- 手に持つ香炉の煙をもって　喜びを普く行き渡らせる仏
- 蓮華寺　三好市池田町ハヤシ（北緯34度1分22.5秒 東経133度48分42.8秒）　霊場本尊：金剛華菩薩（こんごうけぼさつ）- マンダラの世界を華で供養し癒やす仏
- 密厳寺　三好市池田町西山（北緯34度2分25.998秒 東経133度48分3.615秒）　霊場本尊：金剛燈菩薩（こんごうとうぼさつ）- 光明をもって　世界を普く照らす仏
- 瑠璃光寺　三好郡東みよし町足代（北緯34度2分53.877秒 東経133度54分25.846秒）　霊場本尊：金剛塗菩薩（こんごうずぼさつ）- 塗香の香りに乗せて　喜びを普く行き渡らせる仏

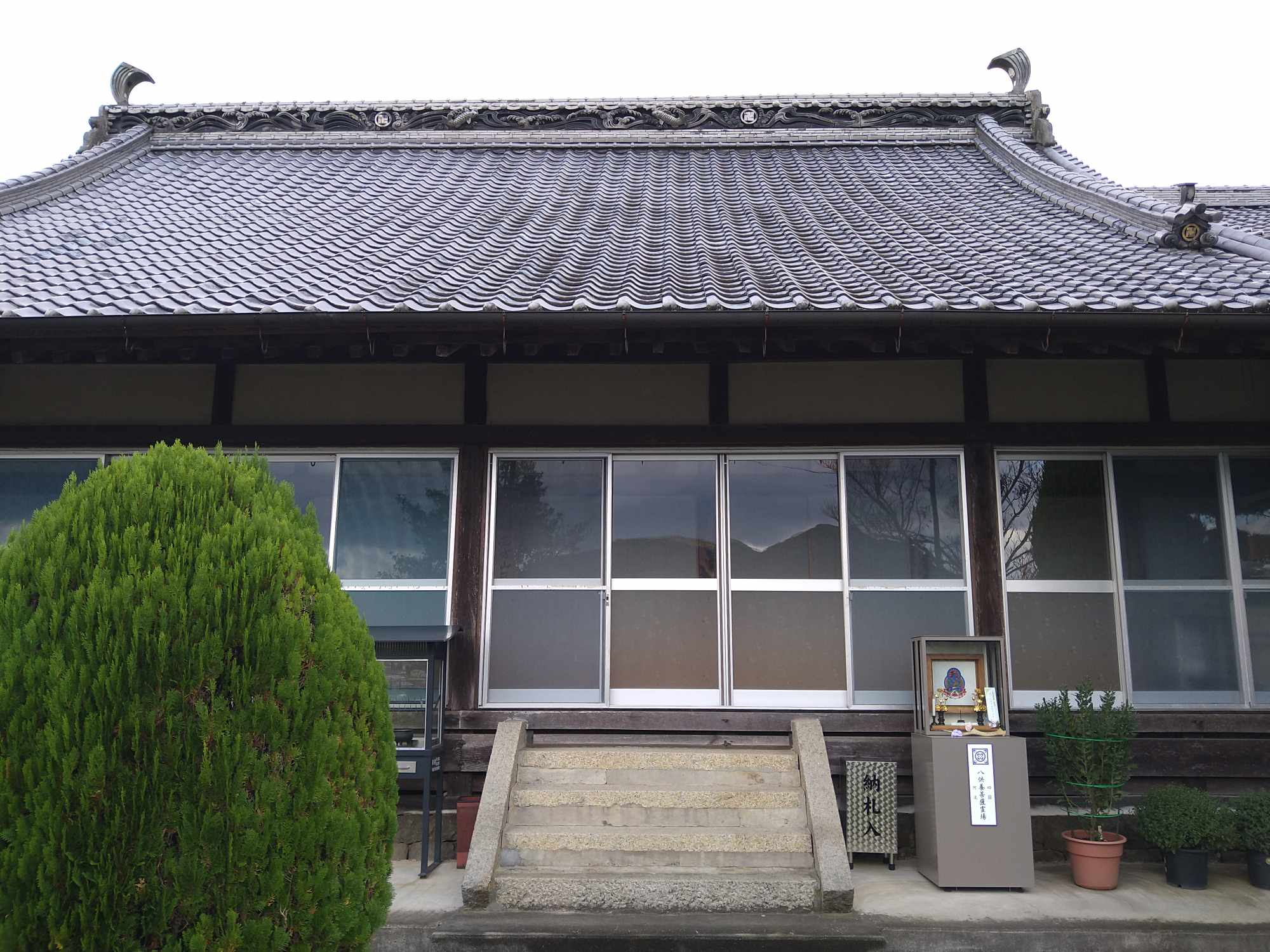
長楽寺
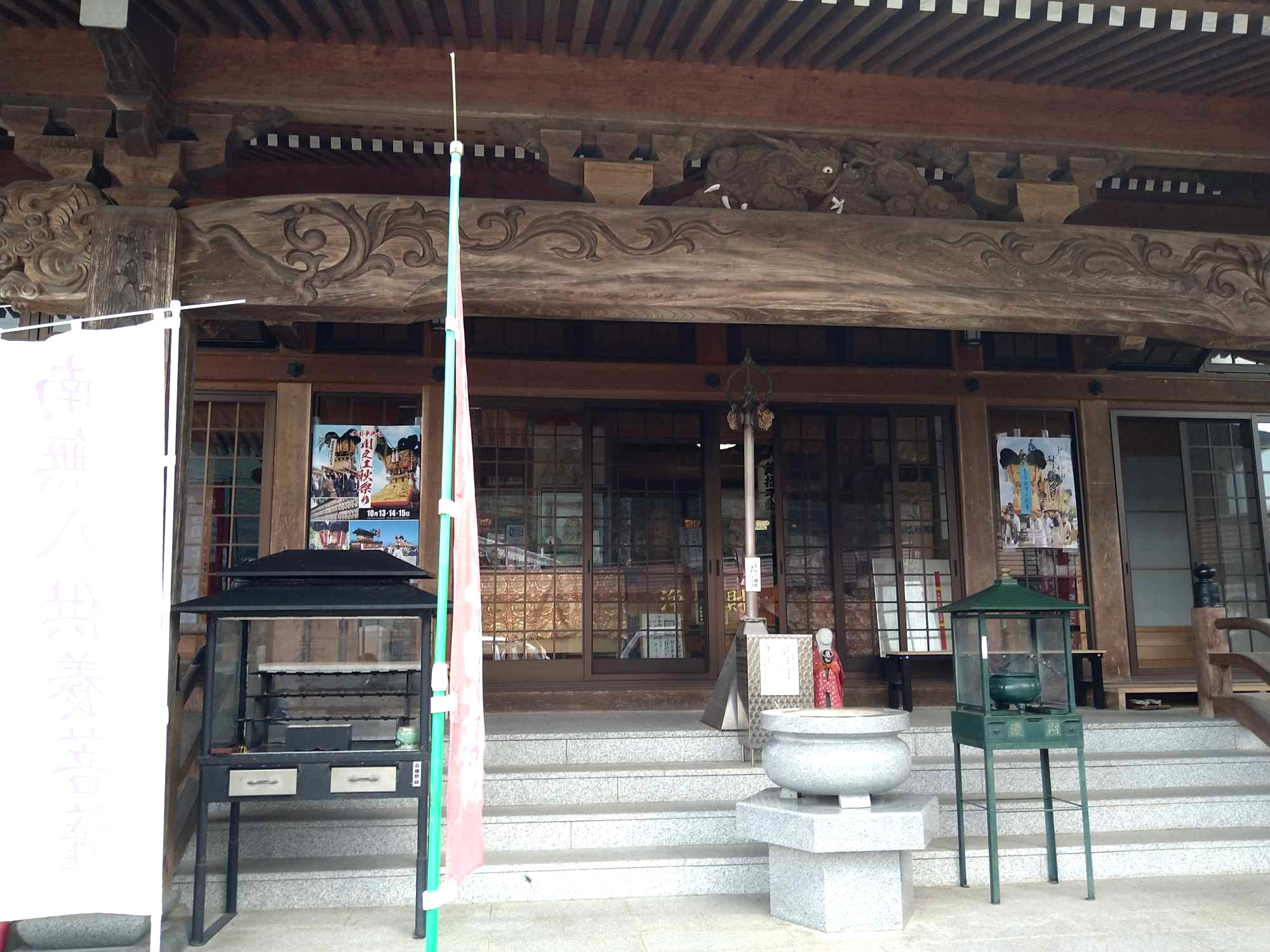
不動院
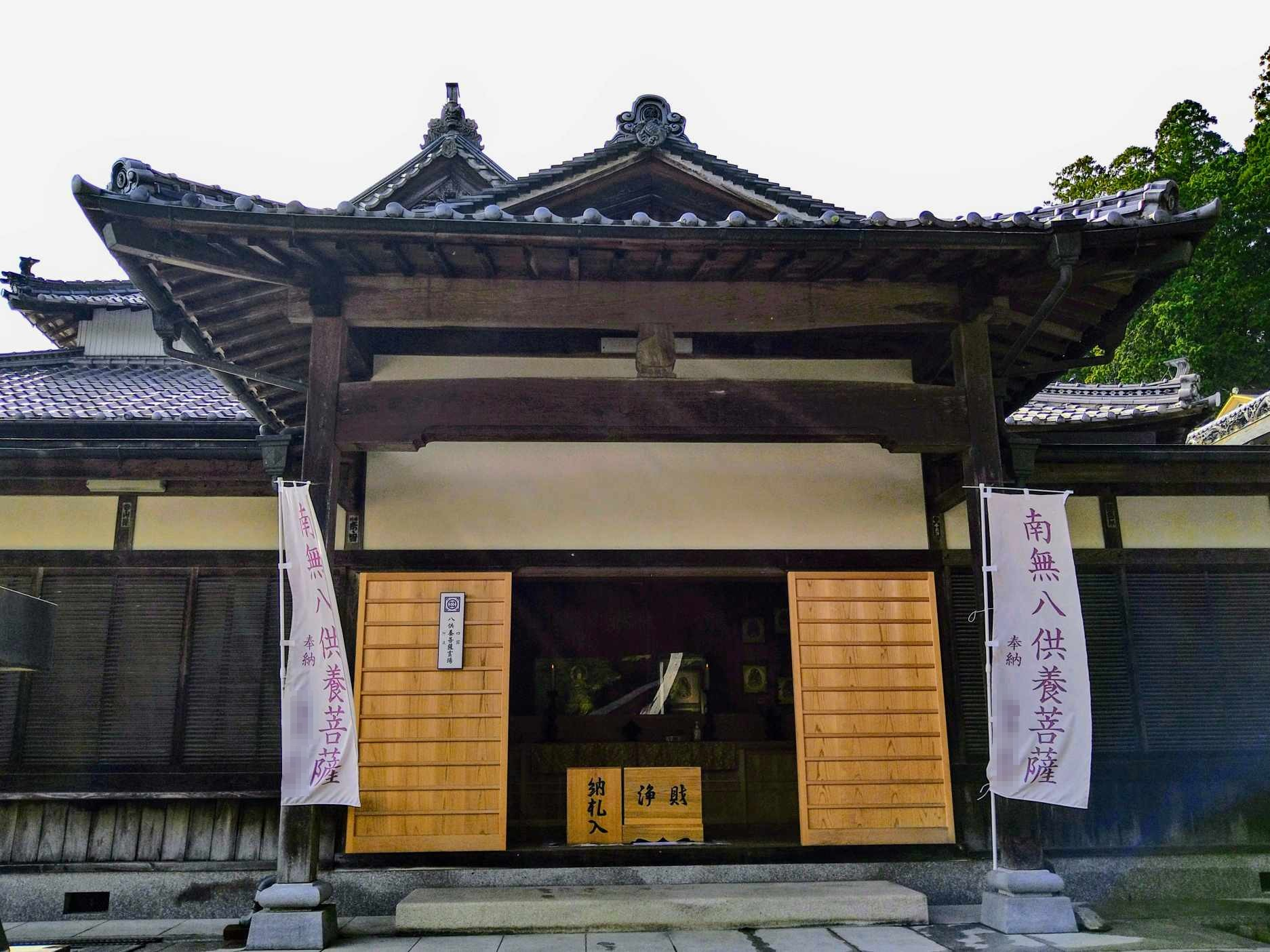
箸蔵寺
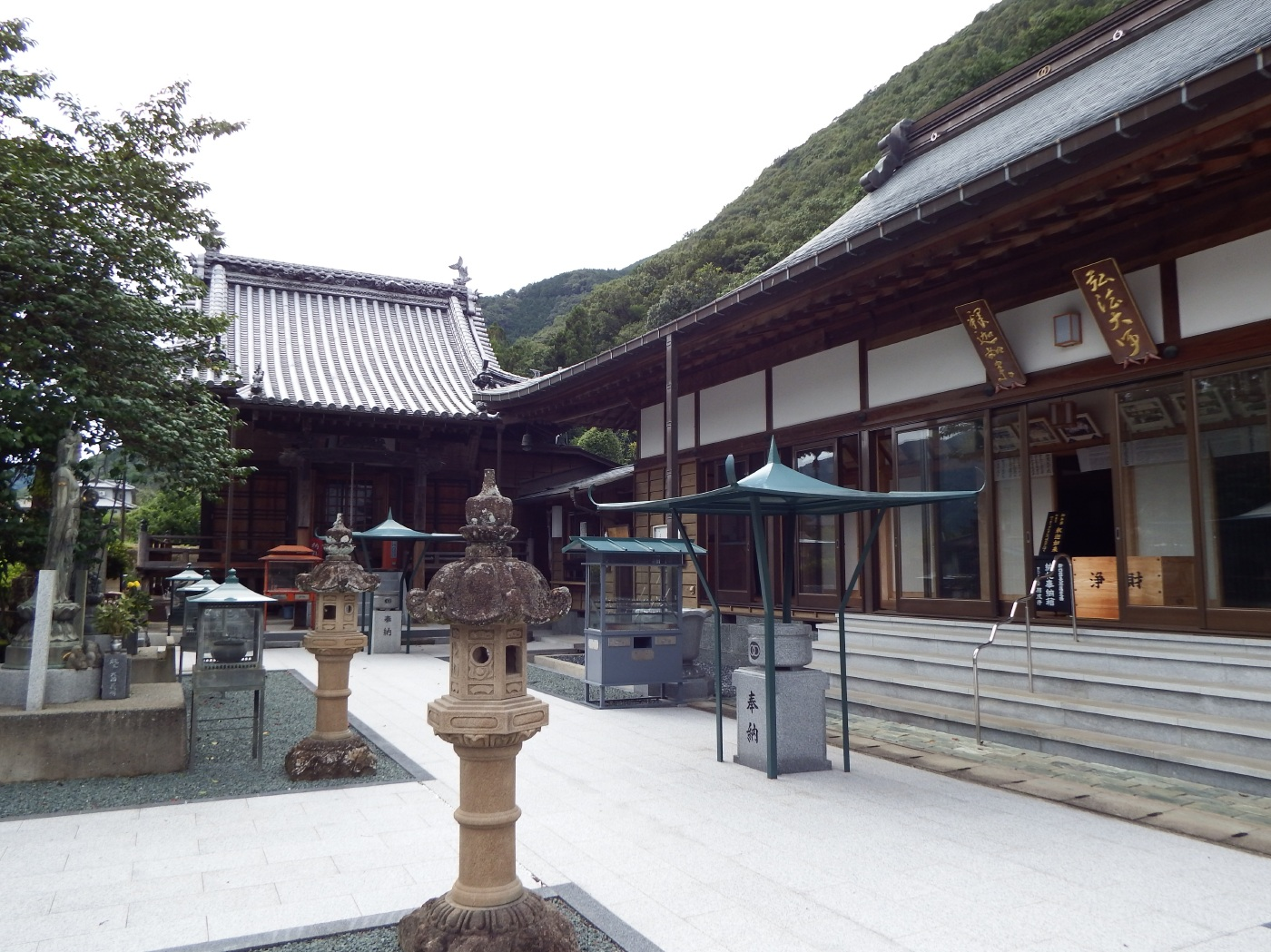
願成寺
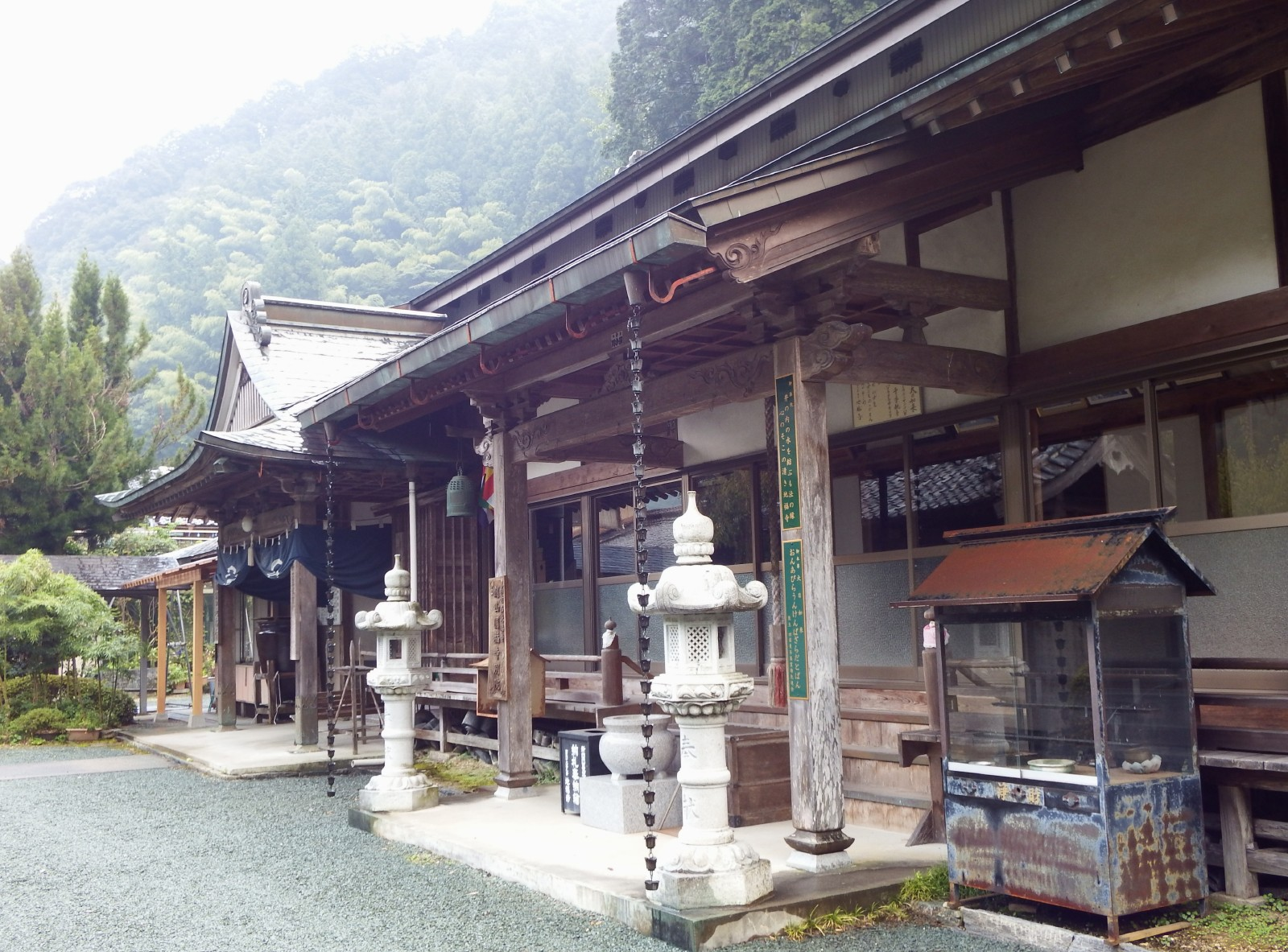
地福寺
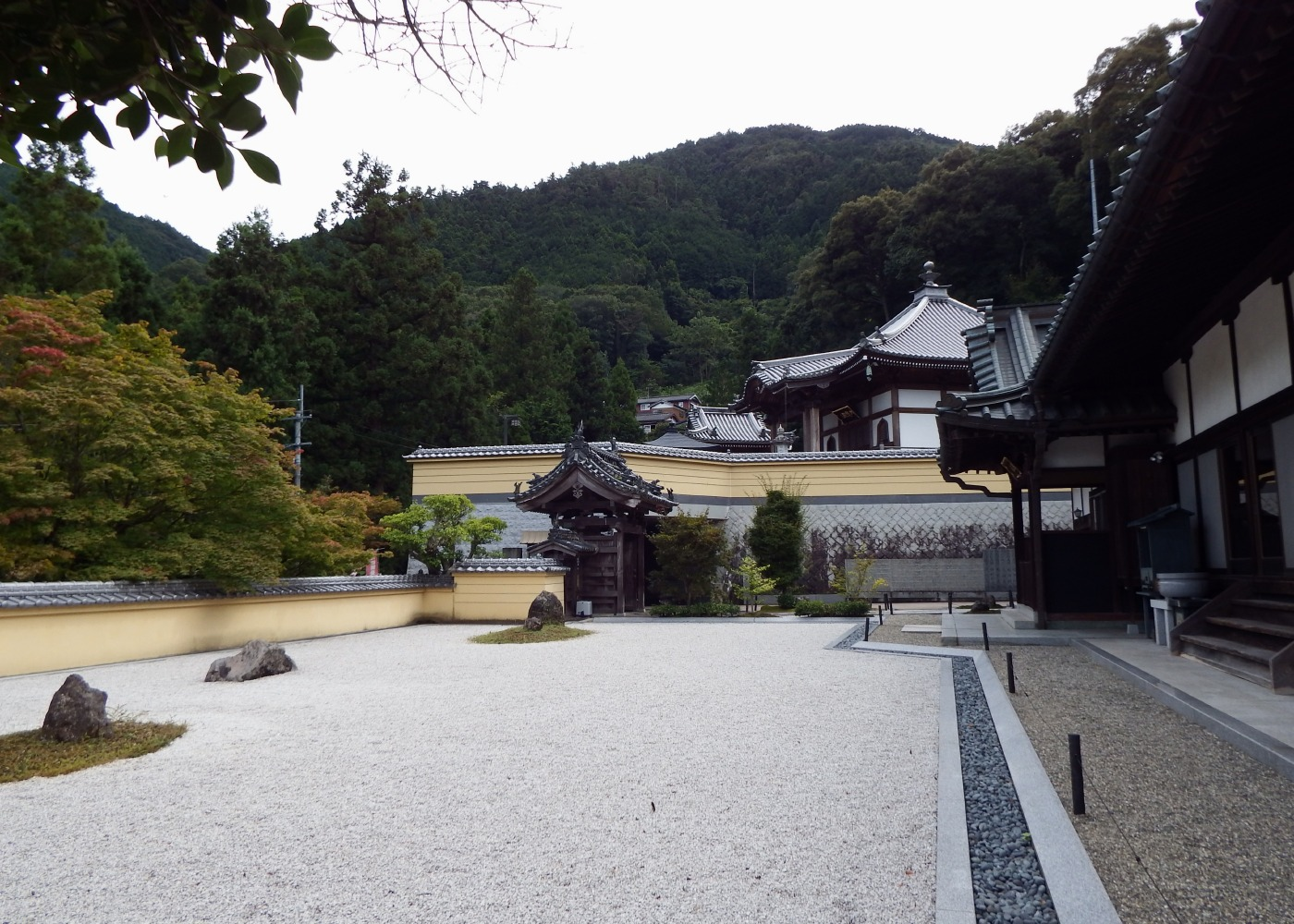
蓮華寺
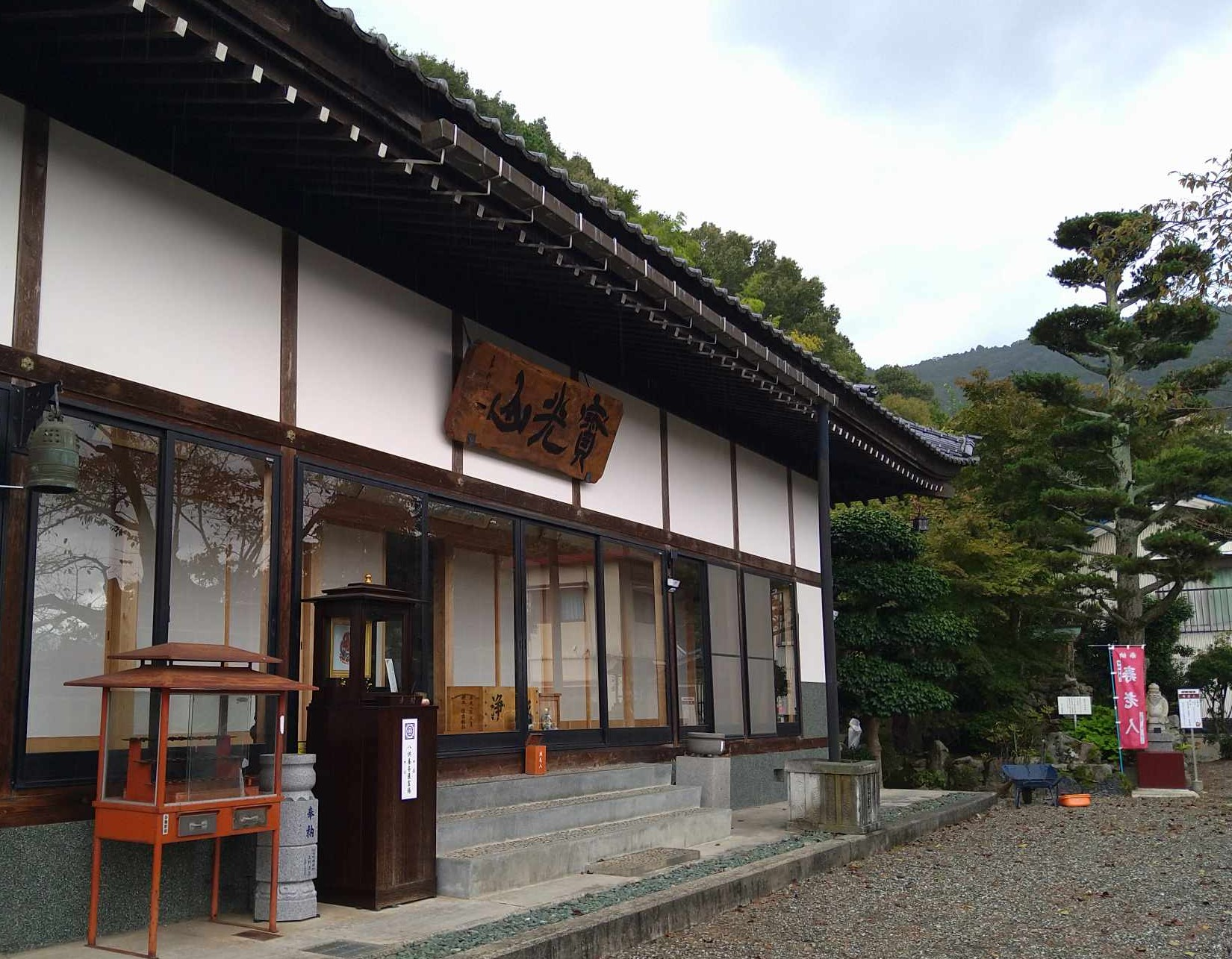
密厳寺
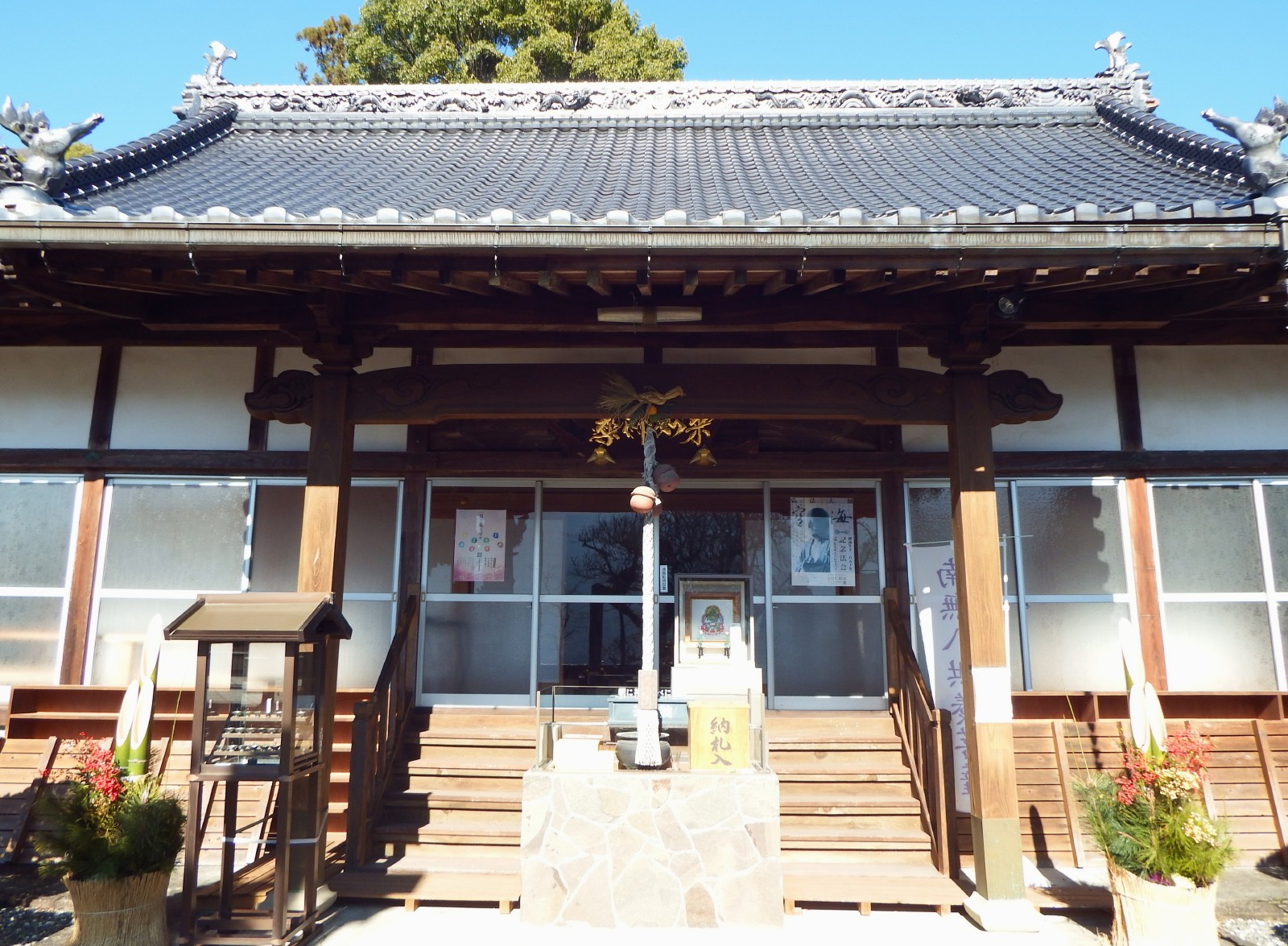
瑠璃光寺